# Alseodaphne yunnanensis
Alseodaphne yunnanensis är en lagerväxtart som beskrevs av André Joseph Guillaume Henri Kostermans. Alseodaphne yunnanensis ingår i släktet Alseodaphne och familjen lagerväxter. Inga underarter finns listade i Catalogue of Life.